# 충주성모학교
충주성모학교는 충청북도 충주시 호암동에 있는 사립 특수학교이다. 시각장애 학생을 위한 특수교육기관으로 유치부, 초등부, 중학부, 고등부, 전공과를 두고 있다.

## 연혁
- 1955년 4월 19일 : 개교